# Ultrasound in Medicine and Biology
Ultrasound in Medicine and Biology is een internationaal, aan collegiale toetsing onderworpen wetenschappelijk tijdschrift op het gebied van ultrageluid en in het bijzonder de biomedische toepassingen daarvan, zoals de echografie. De naam wordt in literatuurverwijzingen meestal afgekort tot Ultrasound Med. Biol. Het verschijnt maandelijks.